# 名鉄5000系電車 (2代)

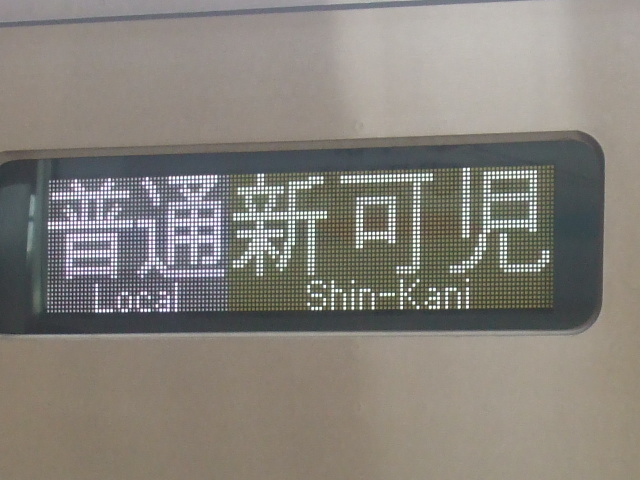
種別・行先表示器
（犬山駅）

名鉄5000系電車（めいてつ5000けいでんしゃ）は、2008年3月に登場した名古屋鉄道の通勤形電車。

## 概要
名古屋鉄道では、特急列車の運行体系見直しにより、2000系「ミュースカイ」で運転される中部国際空港アクセス特急以外の列車はすべて一般車を連結した一部特別車編成に変更されることとなった。これにより余剰廃車となる1000系の全車特別車編成から主要機器および台車を流用し、新規に製造された車体と組み合わせて誕生したのが本系列である。名鉄では1955年から1986年まで初代5000系が在籍していることから、「新5000系」と称されることもある。
なお、名鉄において機器流用車が製造されるのは1993年に落成した1030系2次車1134F（その後1380系に改造）以来、15年ぶりのことである。

## 車両概説

### 車体
3300系・3150系と同一で、先頭車前面のみを普通鋼製とした日車式ブロック工法による19 m級片側3扉オールステンレス車体である。1000系の運転台機器を流用した関係で先頭車前面は非貫通構造とされているが、将来の非常用貫通扉設置改造が可能な設計とされている。
車体側面の帯色は3300系・3150系と共通で、側窓下に赤帯を1本配する。先頭車前面は3300系・3150系とはブレーキ方式が異なり併結が不可能であることから（後述）、識別のため3300系・3150系で用いられているダークグレーのライトベゼルとガーニッシュをやめ、前面窓下の赤帯もピンストライプからライト周りを覆う太めのラインに変更されている。
前面および側面の種別・行先表示器は、3300系・3150系ではオーロラビジョンR-STAYを採用していたが、本系列では名鉄初のフルカラーLED式に変更された。

### 車内
客室のカラースキームはライトグレーを基調とする。
座席は2007年に落成した3150系2次車と同様にすべてロングシートで、一人当たりの掛け幅は470 mm、座面高さは430 mmである。座席モケットの色はブルー系を基調とする。構造は片持ち式が基本であるが、各車両の車端部1か所は機器艤装スペースを確保する観点から脚台付きとしている。客用ドア間の座席部には一部をライトブルーに着色したスタンションポールを2か所に配する。座席部のつり革の位置は床面から1,630 mmである。
優先席は各車両10席に拡大された。座席モケットは赤系で、加えてつり革とスタンションポールをオレンジ色とすることで、一般座席との区別を明確にしている。車椅子スペースは両先頭車の運転席後部に設置されている。3300系・3150系では折り畳み式の補助座席が設置されていたが、本系列では手すりと車椅子固定用のベルトを設置したため荷物棚を含めて設置されなかった。また、バリアフリー対策として3300系などと同じドアチャイムを装備している。
なお、優先席や車椅子スペースの形態は外部のフルカラーLED式種別・行先表示器とともに本系列以降の新造車両にもフィードバックされて標準仕様となった。
床敷物は2次車までブルーグレー系の濃淡の2色であったが、2009年度製造分の3次車は前年の2次車投入後に落成した2300系(30番台)や瀬戸線用4000系と同一で、バリアフリー対策として淡いブルーグレー系の単色にドア付近を黄着色という仕様に変更されている。また、電動車の床には後述するように整備用の点検蓋が設置されている。
車内案内表示器はLED2段表示式で、各車両の客用ドア上部3か所に千鳥配置している。
中間車両には、他形式同様、車掌が車内巡回中のドア扱い時に使用するドアスイッチが装備されている。
運転台は1000系の機器を流用したため主幹制御器とブレーキ弁を配した2ハンドル式である。コンソールにはタッチパネル式のモニタ装置も設置されている。ただし従来の3300系などとは表示様式が異なっている。

### 走行機器など
主回路システムは1000系から流用した東芝製GTO1C8M方式界磁チョッパ制御である。電動機も流用品の直流複巻電動機を装備するため、ブラシ（英語版）の保守点検が必要であることから、電動車の客室内床面には主電動機点検蓋（トラップドア）が設置されている。2010年（平成22年）時点では日車式ブロック工法車体で唯一の直流電動機搭載車である。
ブレーキシステムは3300系・3150系の電気指令式とは異なり、1000系から流用した回生ブレーキ併用電磁直通ブレーキである。車両重量の変化に対応してブレーキ力を調整する応荷重装置は乗車定員が増加したことから改造された。主幹制御器も1000系の直列並列指定式を流用したもので、設計上は1380系・1800系・1850系・5700系・5300系との相互連結を考慮したものとなっている。
電動空気圧縮機（CP）についても流用品のC-1000形交流電動機駆動タイプを装備する。種車の1000系全車特別車編成ではモ1150形にトイレの汚物処理タンクを設置する関係で両先頭車（ク1000形・ク1100形）に艤装されていたが、本系列にトイレは設置されていないため、他の4両固定編成の系列と同様に豊橋方制御車ク5000形と岐阜方電動車モ5150形への艤装に変更された。
補助電源装置は直流330 Vを給電するDC-DCコンバータとをク5000形・モ5150形に搭載する。
2007年（平成19年）度製造分の1次車（5001 - 5004F）は全編成ともボルスタ付き台車FS539・FS039を装備している。乗車定員が増加したことからブレーキ力を高めるため、台車のブレーキシリンダーを大型化、ブレーキてこ比も変更された。制御車に装備する付随台車ではブレーキ配管を2系統に分割することで各軸制御に変更し、滑走防止装置（ABS）が設置された。2008年（平成20年）度製造分の2次車からはボルスタレス台車（SS165F・SS026F）装備の編成も落成しているが、ユニットブレーキ式であり、所定のブレーキ力が確保可能なことから、前述の変更はされていない。
空気笛は1000系からのデュアルトーンの空気式ホーンを流用し、3150・3300系同様の電子ホーンを新設した。
冷房装置は1000系流用品のインバータ制御集約分散式を各車に2基搭載する。定員の増加に対しては、周波数の変更で1基あたりの能力を17000 kcal/hに強化しており、型式も RPU-4414B となっている。能力強化に伴い、種車の1000系にあった熱交換器（ロスナイ）は取り付けられていない。パンタグラフも1000系流用品の菱形を搭載する。

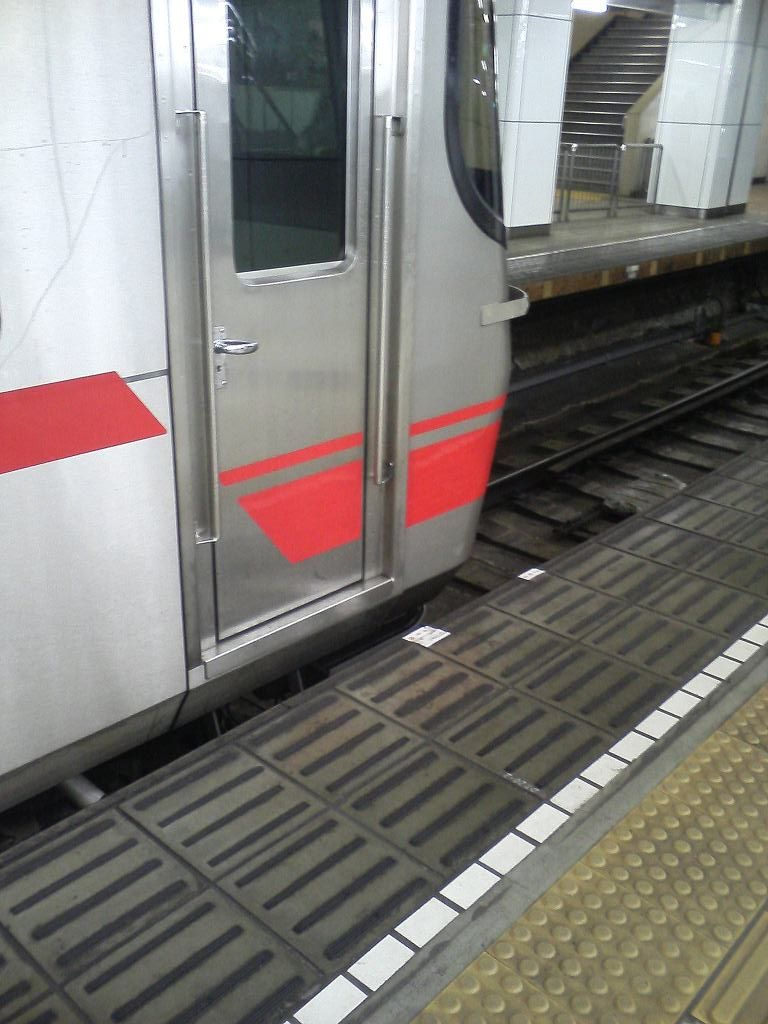
流用元の1000系「パノラマSuper」に似たライン （2008年4月18日 / 名鉄名古屋駅）
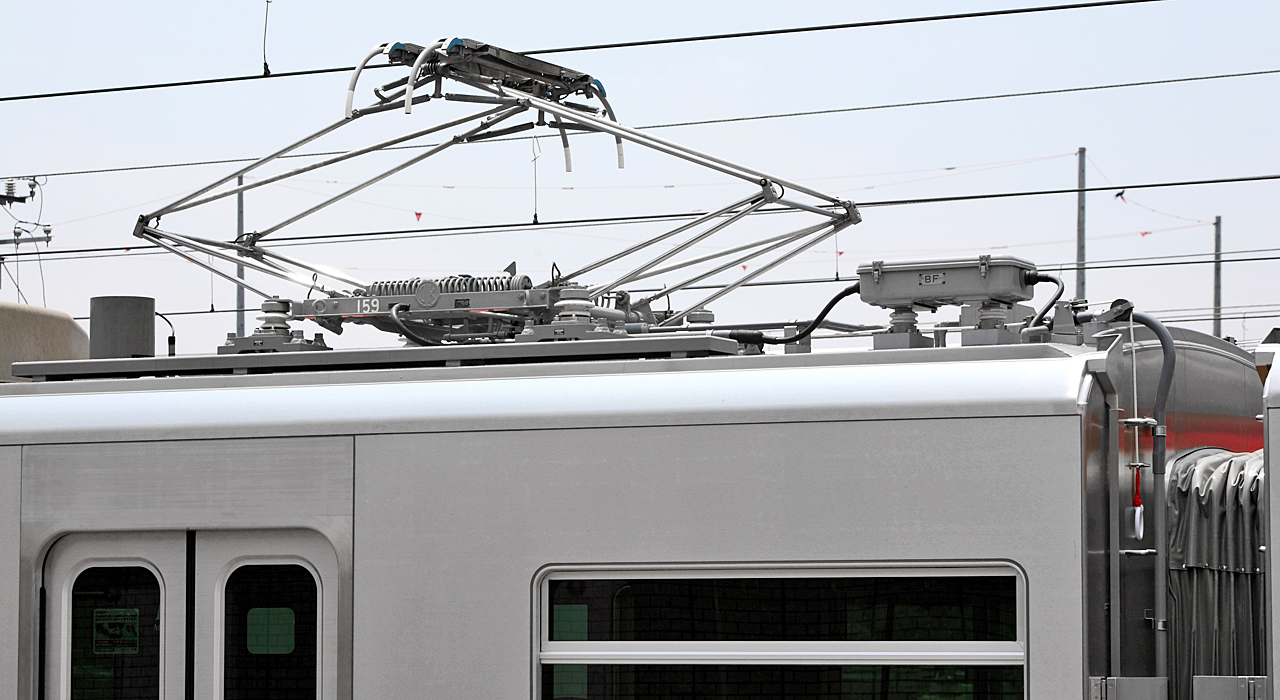
1000系から流用のパンタグラフ （モ5155・2008年7月1日 / 大江駅）
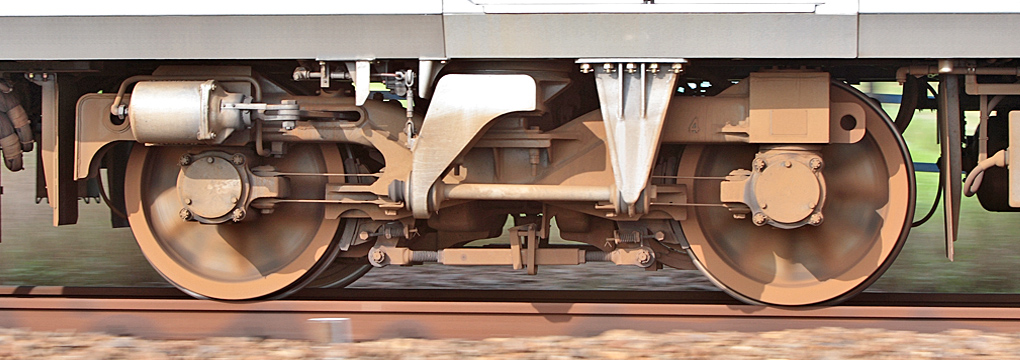
1000系から流用の住友金属FS539形台車（M台車） 電動台車は当初から片押し式ブレーキ （モ5153・2008年7月1日）
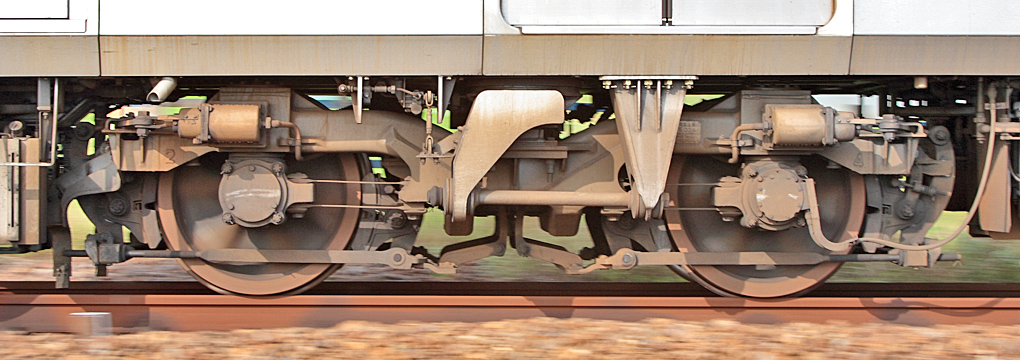
同じくFS039形台車（T台車） この型の付随台車のみ1000系時代から両抱き式ブレーキ （ク5002・2008年7月1日）

## 編成表
2014年度時点の車両番号を基本として記載する。2017年4月1日現在、14編成56両が在籍している。
凡例Tc …制御車、M …電動車
Chop…制御装置、DC-DC…補助電源装置、CP…電動空気圧縮機、PT…集電装置
| [ 6 ]    | ← 豊橋岐阜 → | ← 豊橋岐阜 → | ← 豊橋岐阜 → | ← 豊橋岐阜 → | 製造次数 | 落成日    | 元編成 |
| 形式     | ク5000       | モ5050       | モ5150       | ク5100       | 製造次数 | 落成日    | 元編成 |
| 区分     | Tc1          | M2           | M1           | Tc2          | 製造次数 | 落成日    | 元編成 |
| 車両番号 | 5001         | 5051         | 5151         | 5101         | 1次車    | 2008/2/19 | 1008F  |
| 車両番号 | 5002         | 5052         | 5152         | 5102         | 1次車    | 2008/2/19 | 1005F  |
| 車両番号 | 5003         | 5053         | 5153         | 5103         | 1次車    | 2008/3/13 | 1003F  |
| 車両番号 | 5004         | 5054         | 5154         | 5104         | 1次車    | 2008/3/13 | 1009F  |
| 車両番号 | 5005         | 5055         | 5155         | 5105         | 2次車    | 2008/5/15 | 1006F  |
| 車両番号 | 5006         | 5056         | 5156         | 5106         | 3次車    | 2009/8/25 | 1002F  |
| 車両番号 | 5007         | 5057         | 5157         | 5107         | 3次車    | 2009/9/8  | 1004F  |
| 車両番号 | 5008         | 5058         | 5158         | 5108         | 3次車    | 2009/5/28 | 1007F  |
| 車両番号 | 5009         | 5059         | 5159         | 5109         | 3次車    | 2009/5/28 | 1010F  |
| 車両番号 | 5010         | 5060         | 5160         | 5110         | 2次車    | 2008/5/29 | 1017F  |
| 車両番号 | 5011         | 5061         | 5161         | 5111         | 2次車    | 2008/5/29 | 1018F  |
| 車両番号 | 5012         | 5062         | 5162         | 5112         | 3次車    | 2009/9/8  | 1019F  |
| 車両番号 | 5013         | 5063         | 5163         | 5113         | 2次車    | 2008/5/15 | 1020F  |
| 車両番号 | 5014         | 5064         | 5164         | 5114         | 3次車    | 2009/8/25 | 1021F  |
| 搭載機器 | DC-DC,CP     | Chop,PT      | DC-DC,CP,PT  |              |          |           |        |

合計14本が落成したが、上表の通り、5000系の車両番号の順序は落成日および種車の車両番号の順序とはそれぞれ一致していない。また、機器流用の種車となる1000系は製造年次により台車や一部の機器が異なるため、これを整理するため同系列のうち4・5次車を種車とする車両を5010F-5014Fとした。

## 運用

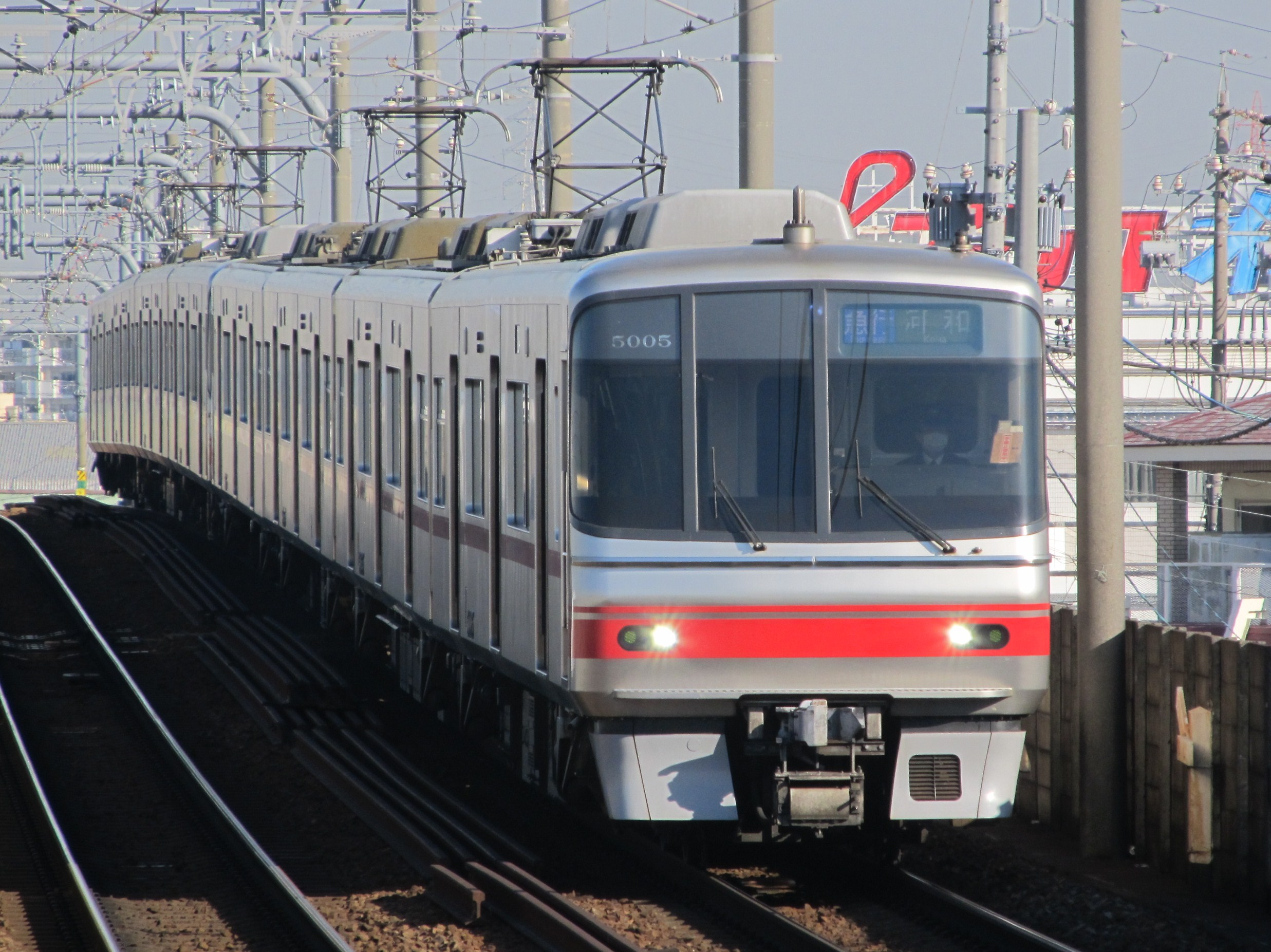
4両編成2本による8両編成での運転
（2015年3月27日 / 名和駅）

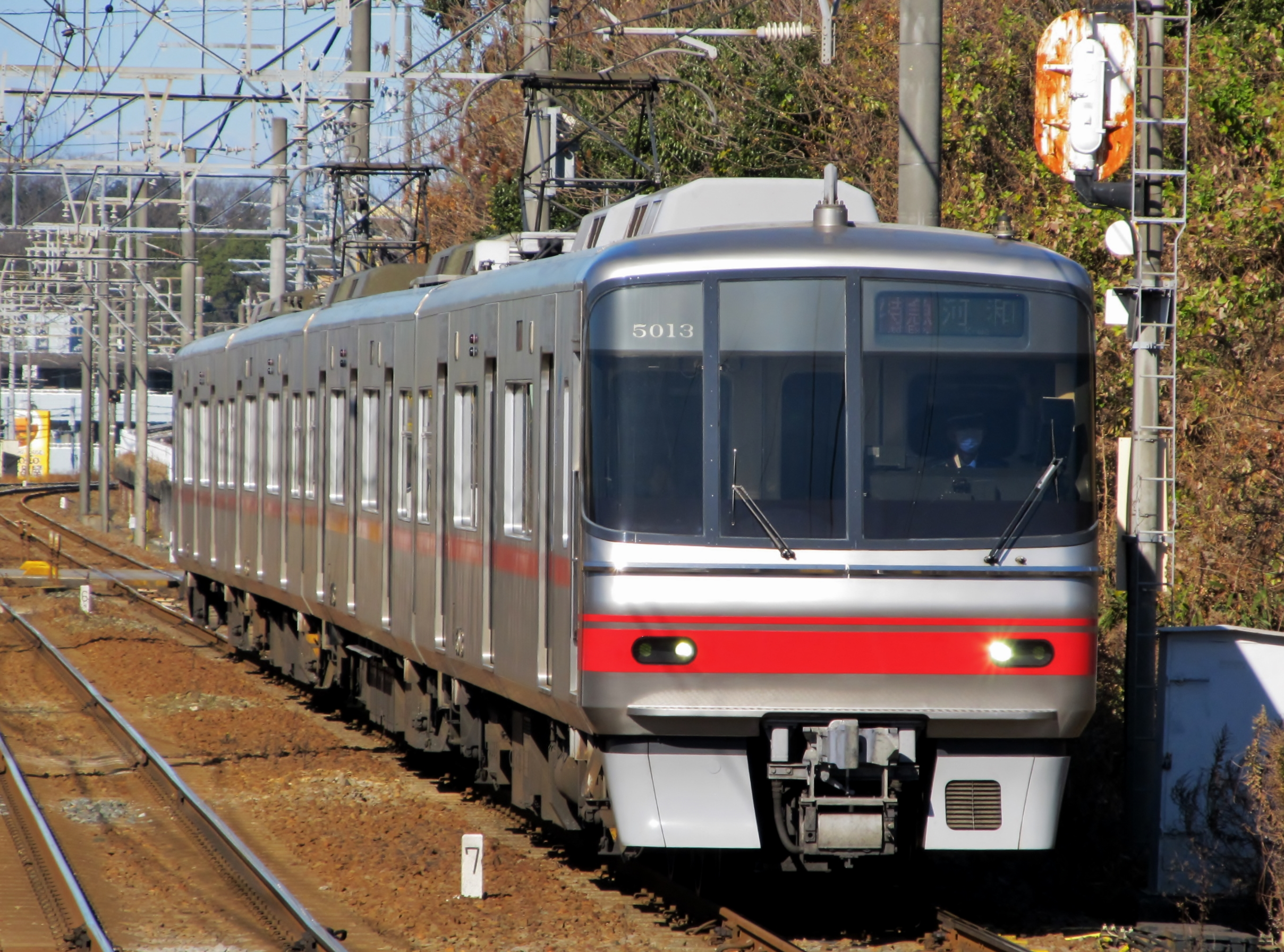
特急運用（2024年1月4日）

1次車は2008年3月から2009年9月にかけて全14編成56両が順次営業運転を開始し、7000系の6両固定編成や、5700系6両固定編成の運用の一部、主に三河線で運用されていた7700系と7100系を置き換えた。

### 運行路線
現在の路線
- 名古屋本線[9]（名鉄岐阜駅 - 伊奈駅間）
- 豊川線[注釈 2]
- 西尾線[9]
- 常滑線・空港線[9]
- 河和線
- 知多新線 [注釈 3]
- 津島線・尾西線[9]（津島駅 - 弥富駅間）
- 竹鼻線・羽島線[注釈 4]
- 犬山線[9]

過去の路線
- 名古屋本線（伊奈駅 - 豊橋駅間）[注釈 5]
- 築港線（2024年3月16日の改正で撤退）
- 広見線（犬山駅 - 新可児駅間、2024年3月16日の改正で撤退）
- 各務原線（2023年3月18日の改正で撤退）

現存する他形式では1800系のみ連結可能だが、回送以外で連結する定期運用はなく、営業列車では5000系同士の連結のみを行っている。

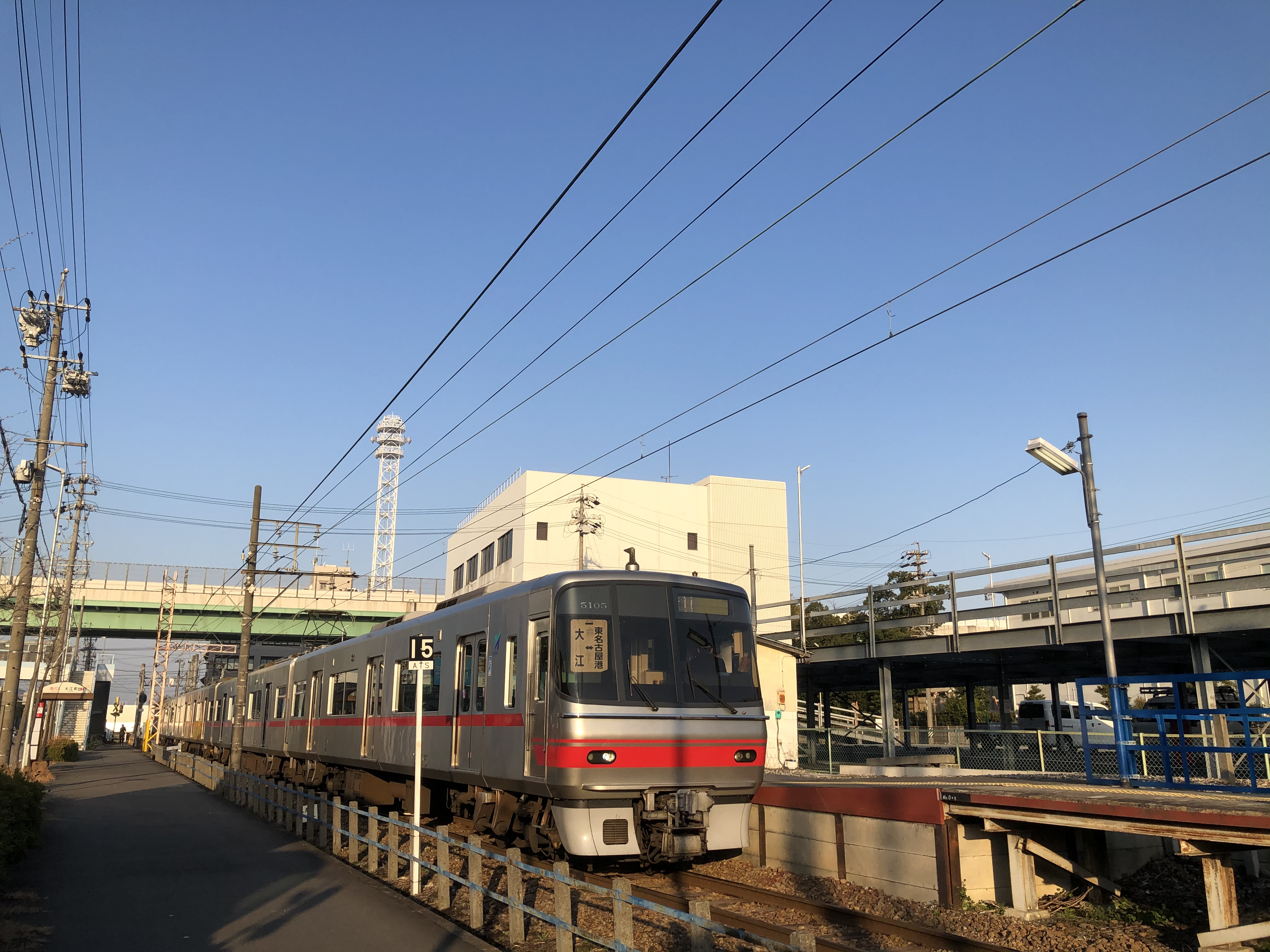
ワンマン運転を行っていた築港線運用

### ラッピング車両
- 「アナとエルサのフローズンファンタジー」ラッピング[10]
  - 2014年12月27日から5005編成に、その翌日から5012編成の側面にPRラッピングが施された。[10]
- 「合格(5009)列車」ラッピング
  - 受験生および受験生を支える人を応援する「MEITETSU SAKURA PROJECT.」の一環として、2023年1月9日より5009編成は特別に装飾されて運行された。[11]